# Teorema de representació de Kolmogorov-Arnold
En l'anàlisi real i la teoria d'aproximació, el teorema de representació de Kolmogorov-Arnold (o teorema de superposició) estableix que tota funció contínua multivariant {\displaystyle f\colon [0,1]^{n}\to \mathbb {R} } es pot representar com una superposició de l'addició de dos arguments de funcions contínues d'una variable. Va resoldre una forma més restringida del tretzè problema de Hilbert, de manera que el tretzè problema de Hilbert original és un corol·lari.
Els treballs de Vladimir Arnold i Andrey Kolmogorov van establir que si f és una funció contínua multivariant, aleshores f es pot escriure com una composició finita de funcions contínues d'una sola variable i l'operació binària d'addició. Més específicament,
{\displaystyle f(\mathbf {x} )=f(x_{1},\ldots ,x_{n})=\sum _{q=0}^{2n}\Phi _{q}\!\left(\sum _{p=1}^{n}\phi _{q,p}(x_{p})\right)}
on {\displaystyle \phi _{q,p}\colon [0,1]\to \mathbb {R} } i {\displaystyle \Phi _{q}\colon \mathbb {R} \to \mathbb {R} }.
Hi ha proves amb construccions específiques.
En cert sentit, van demostrar que l'única funció multivariant veritable és la suma, ja que totes les altres funcions es poden escriure utilitzant funcions univariants i sumant. :180

## Història
El teorema de representació de Kolmogorov-Arnold està estretament relacionat amb el 13è problema de Hilbert. En la seva conferència de París al Congrés Internacional de Matemàtics el 1900, David Hilbert va formular 23 problemes que, segons la seva opinió, eren importants per al desenvolupament de les matemàtiques. El 13è d'aquests problemes tractava de la solució d'equacions generals de graus superiors. Se sap que per a les equacions algebraiques de grau 4 la solució es pot calcular mitjançant fórmules que només contenen radicals i operacions aritmètiques. Per a ordres superiors, la teoria de Galois ens mostra que les solucions d'equacions algebraiques no es poden expressar en termes d'operacions algebraiques bàsiques. De l'anomenada transformació de Tschirnhaus es desprèn que l'equació algebraica general
{\displaystyle x^{n}+a_{n-1}x^{n-1}+\cdots +a_{0}=0}
es pot traduir al formulari {\displaystyle y^{n}+b_{n-4}y^{n-4}+\cdots +b_{1}y+1=0}. La transformació de Tschirnhaus ve donada per una fórmula que conté només radicals i operacions i transformacions aritmètiques. Per tant, la solució d'una equació algebraica de grau {\displaystyle n} es pot representar com una superposició de funcions de dues variables si {\displaystyle n<7} i com a superposició de funcions de {\displaystyle n-4} variables si {\displaystyle n\geq 7}. Per {\displaystyle n=7} la solució és una superposició d'operacions aritmètiques, radicals i la solució de l'equació {\displaystyle y^{7}+b_{3}y^{3}+b_{2}y^{2}+b_{1}y+1=0}.
Una simplificació addicional amb transformacions algebraiques sembla ser impossible, fet que va portar a la conjectura de Hilbert que "Una solució de l'equació general de grau 7 no es pot representar com una superposició de funcions contínues de dues variables". Això explica la relació del tretzè problema de Hilbert amb la representació d'una funció de dimensions superiors com a superposició de funcions de dimensions inferiors. En aquest context, ha estimulat molts estudis sobre la teoria de les funcions i altres problemes relacionats per part de diferents autors.
En el camp de l'aprenentatge automàtic, hi ha hagut diversos intents d'utilitzar xarxes neuronals modelades a partir de la representació de Kolmogorov-Arnold. En aquests treballs, el teorema de Kolmogorov-Arnold té un paper anàleg al del teorema d'aproximació universal en l'estudi dels perceptrons multicapa.